# Ed Xiques
Edward „Ed“ Fabian Xiques Jr. (* 9. Oktober 1939 in Staten Island; † 4. Dezember 2020 in Las Cruces) war ein US-amerikanischer Jazzmusiker (Altsaxophon, Baritonsaxophon, auch weitere Saxophone, Flöte, Klarinette), der zumeist in Bigbands wie dem Thad Jones/Mel Lewis Orchestra spielte.

## Leben und Wirken
Xiques’ Vater hatte irisch-kubanische Wurzeln; die Vorfahren seiner Mutter stammten aus Schottland. Mit seiner Familie lebte er in Pelham; sein Vater, der im College Saxophon spielte, schenkte ihm sein erstes Sopransaxophon, als er 9 Jahre alt war. Während seiner Highschool-Zeit in den 1950er-Jahren besuchte er die Sonntagskonzerte im Glen Island Casino in New Rochelle, New York. Dort erlebte er Auftritte von Count Basie, Louis Armstrong und Omer Simeon. Zwischen 1957 und 1962 studierte Xiques Musikerziehung an der Boston University, wo er einen BA in Musikpädagogik absolvierte, aber auch mit Jaki Byard und Herb Pomeroy auftrat. Von 1962 bis 1968 arbeitete er in New York als Musiklehrer, sammelte daneben Erfahrungen bei Musikern wie Duke Pearson und Herbie Mann. Erste Studioaufnahmen entstanden mit Les & Larry Elgart und mit Steve Marcus.
1970 trat Xiques mit Woody Herman and His Orchestra auf dem Monterey Jazz Festival auf. Jerry Dodgion empfahl ihn als Ersatzmann für Pepper Adams in das Thad Jones/Mel Lewis Orchestra, in dem er von 1971 bis 1978 tätig war. So trat er in dem Orchester bei dessen Montags-Konzerten im New Yorker Village Vanguard auf, tourte mit der Formation in Japan (Live in Tokyo) sowie Polen und Deutschland (Live in Munich) und wirkte auch bei den Aufnahmen der Bigband mit Gaststars wie Rhoda Scott oder Monica Zetterlund mit. Von 1983 bis 1986 spielte er in der Bigband von Toshiko Akiyoshi und Lew Tabackin. Des Weiteren spielte er bei Bill Watrous (Manhattan Wildlife Refugee), Frank Foster, im Rich Shemaria Jazz Orchestra, in der Dave Stahl Band, Bill Warfield Big Band und im Westchester Jazz Orchestra. Als Altsaxophonist spielte er ab 1998 in Diane Mosers Composers Big Band, für die er auch komponierte.
Unter eigenem Namen nahm Xiques 1988 das Album Little Bear auf, gefolgt von Spacewalk (1994). Für SteepleChase Records wirkte er 2000 an einer Jamsession mit Conrad Herwig, Jay Bradford, Andy LaVerne,  Steve LaSpina und Darren Beckett mit (Jam Session, Vol. 26). Im Bereich des Jazz war er laut Tom Lord zwischen 1972 und 2019 an 57 Aufnahmesessions beteiligt, u. a. mit Ten Wheel Drive, Melvin Sparks, David „Fathead“ Newman, McCoy Tyner, Idris Muhammad, Olaf Kübler und Gap Mangione. Seit den 1990er Jahren unterrichtete er Musik am Vassar College.

## Diskographische Hinweise
- Little Bear (1988), mit Mike Kull (p), Chip Jackson (kb), Chuck Zeuren (dr)
- Spacewalk (1994), mit Mike Kull, Dick Sarpola (kb), T. Xiques (dr)
- Mike Kaplan Nonet: How’s That (Semi-Sweet Records 2003)